# Synoda (2023)
XVI. řádné valné shromáždění biskupského sněmu (pod názvem „Za církev synodální: společenství, spoluúčast a poslání“) je synod probíhající v římskokatolické církvi. Zahájil jej papež František 8. a 9. října 2021 a vyvrcholí shromážděním Biskupské synody v říjnu 2023 v Římě. Jedná se o novou formu dosavadní praxe biskupských sněmů, jejímž cílem je, aby se do celého procesu více angažoval lid Boží (laici).

## Fáze sněmu
Sněm je rozdělený do tří fází: na diecézní, kontinentální, univerzální.
| „             | Proces rozhodování začíná v církvi vždy nasloucháním, protože jedině tak lze pochopit, jak a kam chce Duch vést církev. | “ |
| — Mario Grech | |   |

| Generální sekretariát                                                                         | Generální sekretariát   | Generální sekretariát                                     |
| --------------------------------------------------------------------------------------------- | ----------------------- | --------------------------------------------------------- |
| Přípravný dokument                                                                            | září 2021               | Přípravný dokument + Vademecum                            |
| Místní církve a další církevní orgány 1                                                       | 9./10. & 17. říjen 2021 | Slavnostní zahájení (Řím + diecéze) Diecézní synodní fáze |
| Souhrn výsledků synod východních církevní a biskupských konferencí                            | duben 2022              | Souhrn                                                    |
| Generální sekretariát Instrumentum Laboris 1                                                  | září 2022               | Instrumentum Laboris 1                                    |
| Předsynodní Shromáždění Mezinárodní Shromáždění Biskupských konferencí a obdobných uskupení 2 | do března 2023          | Kontinentální a regionální církevní shromáždění           |
| Sedm závěrečných dokumentů ze shromáždění                                                     | březen 2023             | Závěrečné dokumenty                                       |
| Generální sekretariát Instrumentum Laboris 2                                                  | červen 2023             | Instrumentum Laboris 2                                    |
| Biskupská synoda                                                                              | říjen 2023              | Řím – Závěrečný dokument                                  |